# Nabucodonosor (bottiglia)

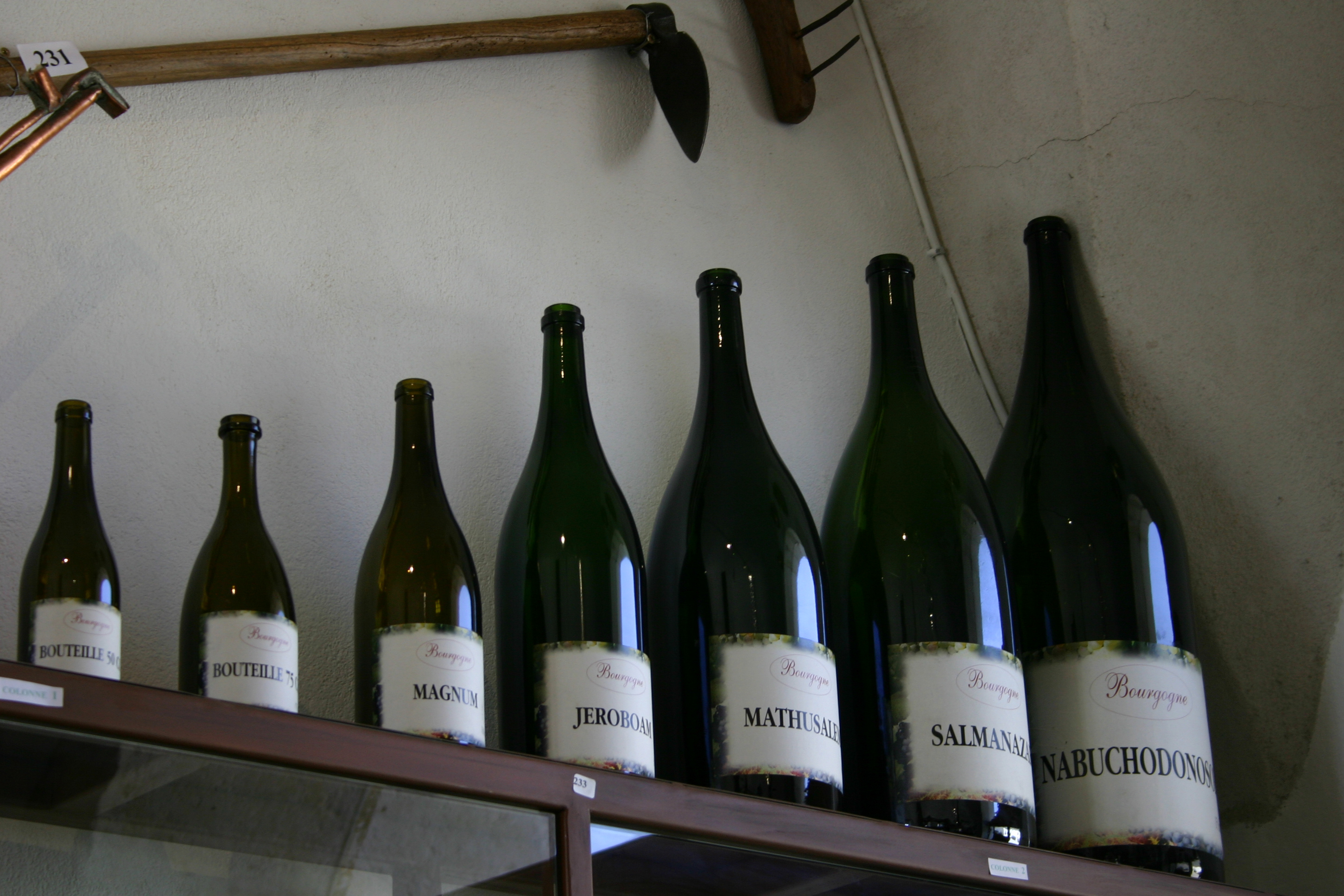
La bottiglia più grande

La Nabucodonosor è una bottiglia di vetro equivalente a 20 bottiglie "normali" (da 0,75 l), ossia a 15 litri.
Prende il nome dalla dinastia babilonese fondata dal re Nabucodonosor I.
Può esistere nelle tre forme classiche, sciampagnotta, borgognotta e bordolese.